# Insel-Bambusotter
Die Insel-Bambusotter (Trimeresurus insularis) ist eine Schlangenart aus der Gattung der Bambusottern. Auch der Name Wetar-Bambusotter wird verwendet. Im englischen Sprachraum wird sie als White-lipped island pitviper („Weißlippige Insel-Grubenotter“) bezeichnet.

## Merkmale

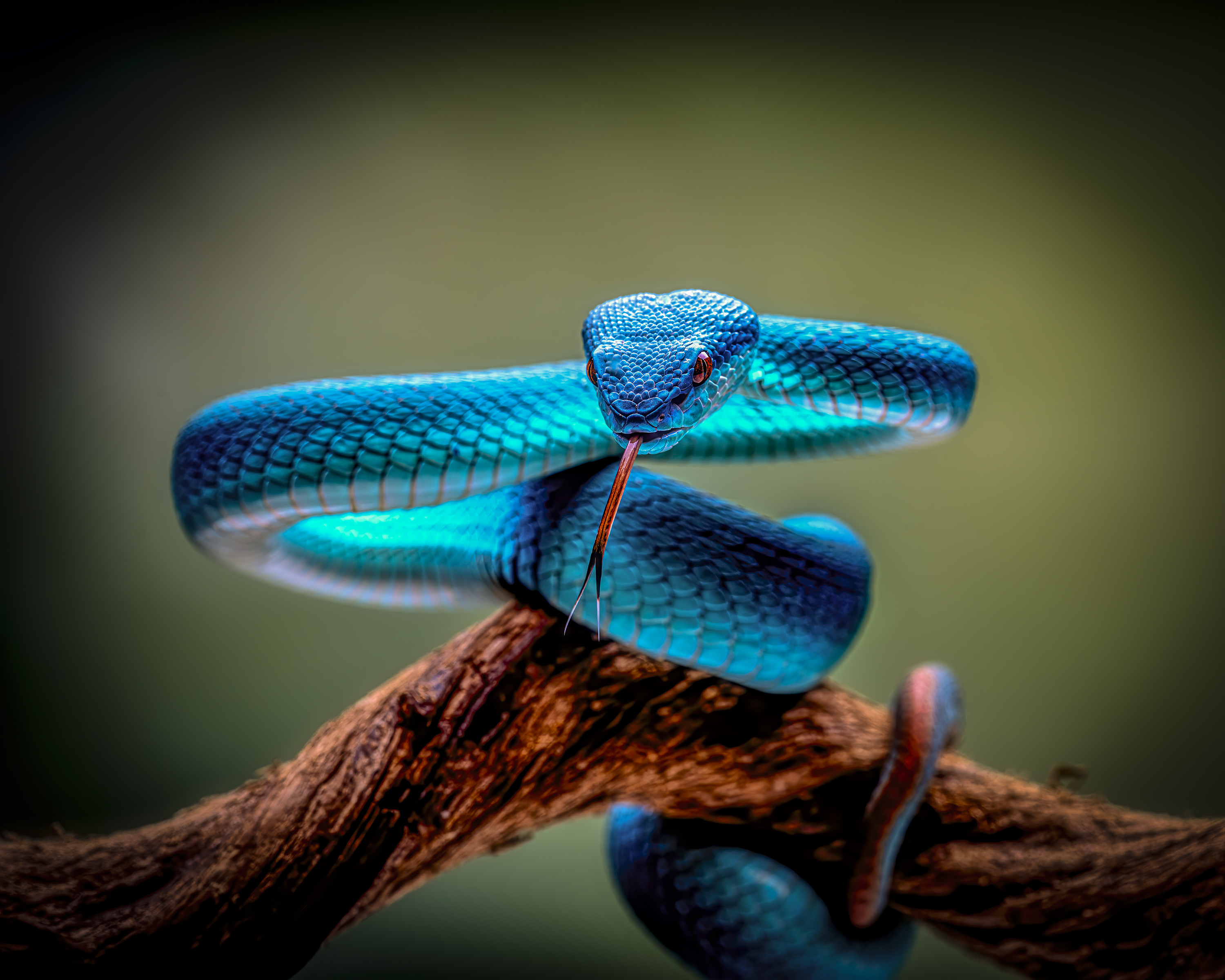
Eine blaue Morphe der Insel-Bambusotter

Die Insel-Bambusotter hat wie viele Bambusottern eine meist hellgrüne Körperfarbe. Es gibt jedoch auch türkisfarbene bis blaue Exemplare. Auf Komodo gibt es cyanfarbene Exemplare, während man von Wetar und aus Osttimor strahlend gelbe kennt.
Es fehlt im Vergleich zu einigen anderen Arten ein Lateralstreifen am Kopf und Körper. Die Art hat eine Kopf-Rumpf-Länge von 41,8 bis 61,3 cm und eine Schwanzlänge von 3,1 bis 14,6 cm. Die Schwanzlänge beträgt zwischen 21 und 35 % der Gesamtlänge. Die Beschuppung hat 19 bis 21 Schuppenreihen und weist zwischen 156 und 168 Ventralia (Bauchschuppen) sowie 54 bis 75 Subcaudalia auf. Der Hemipenis ist geteilt.
T. insularis ist wie andere Vipernarten giftig. Ihr Gift kann für Menschen tödlich sein.
Im Folgenden sind einige Merkmale für die Insel-Bambusotter und nahe verwandte Arten nach Mirza et al. gelistet. SL/GL bezeichnet dabei das Verhältnis von Schwanzlänge zu Gesamtlänge.
| Art                  | Dorsale Farbe           | Farbe der Lateralstreifen am Kopf | Dorsale Schuppenreihen | SL/GL     | Ventralia | Subcaudalia | Hemipenis      |
| -------------------- | ----------------------- | --------------------------------- | ---------------------- | --------- | --------- | ----------- | -------------- |
| T. albolabris        | Grün                    | Weiß                              | 21                     | 0,19–0,24 | 149–173   | 48–67       | gegabelt, lang |
| T. andersonii        | Braun oder schwarz      | –                                 | 23 oder 25             | 0,16      | 171–183   | 53–74       | gegabelt, lang |
| T. cantori           | Grün oder braun         | Weiß                              | 27 oder 31             | 0,12–0,20 | 170–176   | 44–73       | gegabelt, lang |
| T. erythrurus        | Grün                    | Weiß                              | 23                     | 0,16–0,21 | 151–174   | 49–67       | gegabelt, lang |
| T. fasciatus         | Braun                   | –                                 | 21                     | 0,18–0,21 | 158–163   | 63–65       | gegabelt, lang |
| T. insularis         | Grün oder blau          | –                                 | 21                     | 0,21–0,22 | 156–167   | 54–75       | gegabelt, lang |
| T. purpureomaculatus | Schwarz bis dunkelbraun | –                                 | 23 bis 27              | 0,16–0,19 | 152–183   | 54–79       | gegabelt, lang |
| T. septentrionalis   | Grün                    | Weiß                              | 21                     | 0,19–0,24 | 160–181   | 55–83       | gegabelt, lang |
| T. salazar           | Grün                    | Rötlich orange                    | 19 oder 21             | 0,14–0,18 | 163–171   | 59–74       | gegabelt, kurz |

## Lebensweise
Die Art ist rein nachtaktiv und vorwiegend baumbewohnend. Ihre Beute sind kleine Wirbeltiere wie Nagetiere, Echsen und Froschlurche. Im Magen eines auf den Südwestmolukken gesammelten Exemplars wurden zudem die Überreste einer Walzenschlange der Art Cylindrophis boulengeri gefunden. Auf der Jagd nach Froschlurchen lauert die Insel-Bambusotter oft nahe Flussufern in Richtung Wasserrand und auf der Jagd nach Echsen gegenüber Kalksteinfelsen und Baumstämmen. Darüber hinaus hängt sie auf der Jagd oft in bodennaher Vegetation oder auch in 5 bis 15 Meter Höhe in den Bäumen. Die Insel-Bambusotter ist ovovivipar (ei-lebendgebärend).

## Verbreitungsgebiet und Gefährdungsstatus
Das Verbreitungsgebiet von T. insularis erstreckt sich über Indonesien, wo die Art auf den Inseln Adonara, Alor, Bali, Flores, Komodo, Lombok, Padar, Rinca, Romang, Roti, Sumba, Sumbawa, Timor, Wetar und Java zu finden ist, sowie Osttimor.
Die Weltnaturschutzunion (IUCN) stuft die Art als nicht gefährdet (least concern) ein, mit unbekanntem Populationstrend. Sie kommt in einigen Schutzgebieten vor wie zum Beispiel dem Komodo-Nationalpark im Bereich der Kleinen Sundainseln. Die Bambusottern werden für den internationalen Tier- und Gifthandel teils illegal gefangen.

## Systematik
Die Insel-Bambusotter ist eine Art aus der Gattung der Bambusottern. Sie wurde 1977 von Eugen Kramer als Trimeresurus albolabris insularis, d. h. zunächst als Unterart der Weißlippen-Bambusotter (Trimeresurus albolabris), wissenschaftlich erstbeschrieben. Die Terra typica ist Soe in Westtimor. Giannasi et al. erhoben die Insel-Bambusotter und die Nepal-Bambusotter (T. septentrionalis) 2001 zum Artstatus. Von Malhotra & Thorpe wurden die Arten anschließend 2004 der Gattung Cryptelytrops zugeordnet, doch andere Autoren verwendeten später wieder die Gattung Trimeresurus.